# Bazegney
Bazegney ([bazˈɲɛ] ) ist eine französische Gemeinde mit 98 Einwohnern (Stand: 1. Januar 2022) im Département Vosges in der Region Grand Est (bis 2015 Lothringen). Sie gehört zum Arrondissement Neufchâteau (bis 2024 Épinal) und ist Mitglied im Gemeindeverband Communauté de communes de Mirecourt Dompaire. Die Bewohner werden Basognaciens und Basognaciennes genannt.

## Geografie
Die Gemeinde Bazegney liegt 20 Kilometer nordwestlich von Épinal (Luftlinie) im Tal des Gitte-Nebenflusses Robert.
Nachbargemeinden von Bazegney sind Vaubexy im Norden, Derbamont im Osten, Bouzemont im Süden, Racécourt im Westen sowie Ahéville im Nordwesten.

## Geschichte
1310 taucht der Ort erstmals als Beseingneis als Teil des Banns von Bouzemont in einer Urkunde auf. Die Herrschaft über Bazegney war zwischen den Herzögen von Lothringen und dem Kapitel von Saint-Gengoult in Toul geteilt.
Die Kirche Saint-Pierre-Fourier wurde 1829 errichtet, das Rathaus- und Schulgebäude entstand 1834/1835. Eine Schule gibt es heute in Bazegney nicht mehr, im Gebäude befindet sich aber nach wie vor die Bürgermeisterei (Mairie).

### Bevölkerungsentwicklung
| Jahr                       | 1962 | 1968 | 1975 | 1982 | 1990 | 1999 | 2010 | 2021 |
| Einwohner                  | 99   | 102  | 78   | 69   | 76   | 84   | 109  | 100  |
| Quellen: Cassini und INSEE |      |      |      |      |      |      |      |      |

Im Jahr 1841 wurde mit 369 Bewohnern die bisher höchste Einwohnerzahl ermittelt. Die Zahlen basieren auf den Daten von cassini.ehess und INSEE.

## Sehenswürdigkeiten

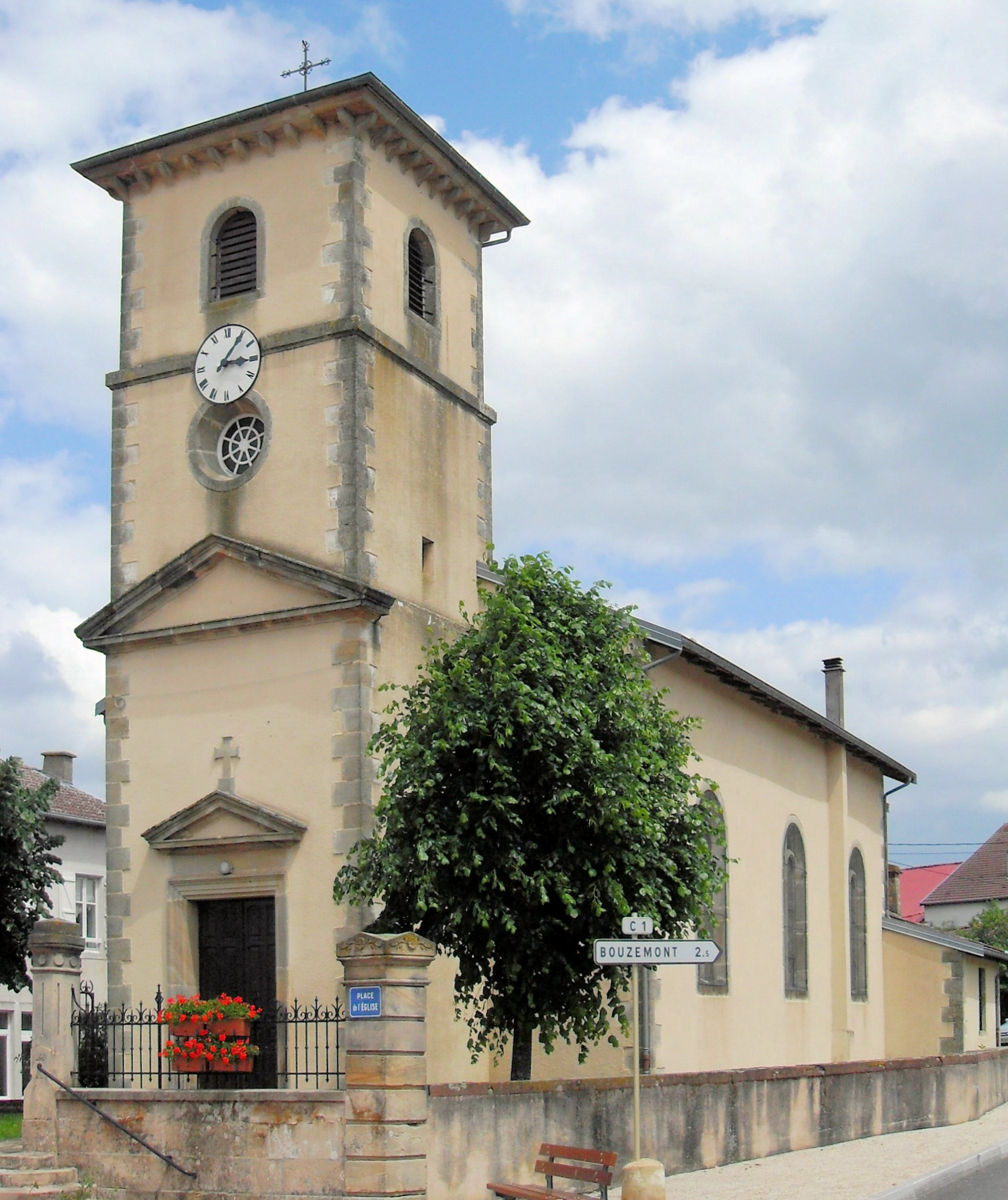
Kirche Saint-Pierre-Fourier
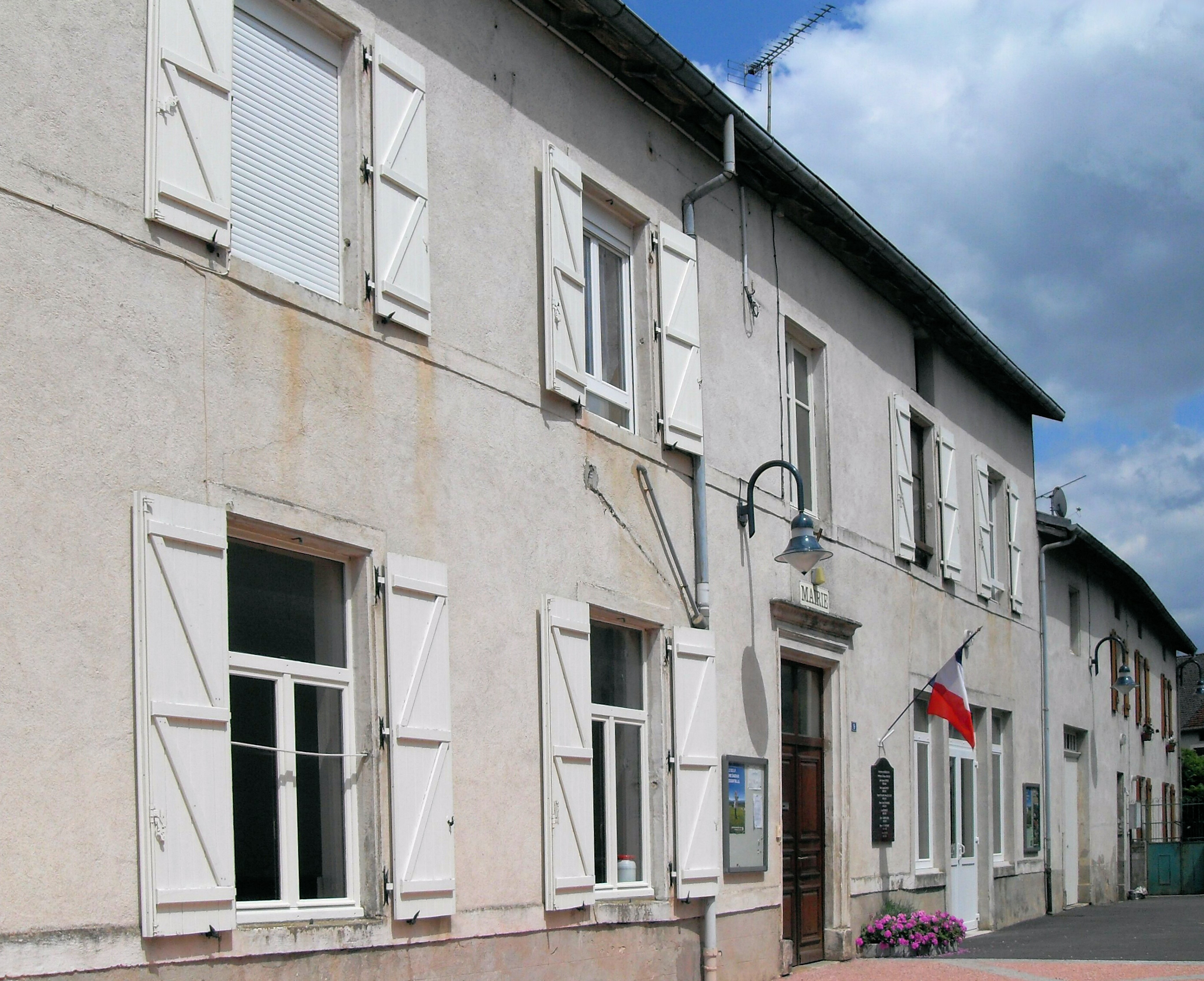
Mairie

- Kapelle Notre-Dame-de-Pitié im Ortsteil Gribauménil
- Lavoir

- Kirche Saint-Pierre-Fourier
- Mairie

## Wirtschaft und Infrastruktur
In der Gemeinde sind zwei Landwirtschaftsbetriebe ansässig (Getreideanbau, Rinderzucht).
Durch die Gemeinde führt die Fernstraße D 28 von Charmes nach Dompaire. 15 Kilometer nordöstlich besteht bei Nomexy ein Anschluss an die autobahnartig ausgebaute RN 57 von Nancy nach Épinal.

## Belege
1. ↑  Bazegney. (Memento vom 4. März 2016 im Internet Archive; PDF; 25 kB) vosges-archives.com (französisch)
2. ↑  Bazegney auf cassini.ehess
3. ↑  Bazegney auf INSEE
4. ↑  Landwirtschaftsbetriebe auf annuaire-mairie.fr (französisch)